# Battista Monti
Battista Monti (* 18. Februar 1944 in Ponticelli di Imola, Italien) ist ein ehemaliger italienischer Straßenradrennfahrer.
Monti war anfangs im Radsportklub Pedale Ravennate in Ravenna organisiert, während seiner Zeit als Student war er Mitglied der Sportgruppe Ronchini in Casalfiumanese. 1965 tauchte Monti in den Ergebnislisten zahlreicher Straßenrennen für Amateure mit guten Platzierungen auf. Dabei ragt der dritte Platz bei den Straßen-Amateurweltmeisterschaften besonders heraus. Daneben gewann Monti eine Etappe bei der Tour de l’Avenir sowie mehrere Eintagesrennen in Italien, wie den Gran Premio Città di Camaiore. Zur Radsportsaison 1966 wechselte Monti mit einem Einjahresvertrag beim italienischen Radsportteam Salvarani in das Berufsfahrerlager. Eines seiner ersten Profirennen war der Klassiker Mailand–Sanremo am 20. März 1966, den er auf dem 97. Platz unter 123 Fahrern beendete. 14 Tage später erreichte er ein besseres Resultat beim Giro della Provincia di Reggio Calabria, den er als Siebter beendete. Ab 1967 fuhr Monti für zwei Jahre beim italienischen Team Germanvox-Wega. Bekannt wurde allerdings nur ein dritter Platz bei der zweiten Etappe der 1967er Sardinien-Rundfahrt. Nach dem erfolglosen Jahr 1968 wurde der Vertrag mit Germanvox-Wega beendet, ohne dass Monti bei einem anderen Radsportteam unterkam.